# Nurscia albomaculata
Nurscia albomaculata is een spinnensoort in de taxonomische indeling van de rotskaardespinnen (Titanoecidae).
Het dier behoort tot het geslacht Nurscia. De wetenschappelijke naam van de soort werd voor het eerst geldig gepubliceerd in 1846 door Hippolyte Lucas.
Deze spin komt voor van Zuid-Europa tot Centraal-Azië. In 2020 werd de soort ook in België aangetroffen, meer bepaald rond de Brusselse ring. De locatie doet vermoeden dat het dier via het wegverkeer is meegekomen, maar een natuurlijke verspreiding wordt niet uitgesloten.